# B.Brown Posse
B.Brown Posse – album kompilacyjny Bobby'ego Browna wydany w 1993 roku. Płyta zawiera dwie piosenki nagrane przez Browna, a wykonawcami pozostałych byli znajomi muzyka. Każdy z pięciu artystów ma na tym albumie własną piosenkę solową. Tylko singiel „Drop It on the One” został wykonany przez wszystkich pięciu muzyków.

## Lista utworów
1. „Drop It on the One” – B.Brown Posse
2. „It's My Life” – Smoothe Sylk
3. „Your Love” – Dede O’Neal i Bobby Brown
4. „La La La” – Harold Travis
5. „Let Me Touch You” – Smoothe Sylk
6. „Where Did Love Go” – Harold Travis
7. „Why'd U Hurt Me” – Dede O’Neal
8. „Bounce” – Stylz
9. „Rollin' Wit The Roughness” – Coop B
10. „1 Thru 12” – Stylz
11. „Nothing Comes for Free” – Coop B